# Alejandro de Tomaso
Alejandro de Tomaso, född den 10 juli 1928 i Buenos Aires, död den 21 maj 2003 i Modena, var en argentinsk-italiensk racerförare och industriman, mest känd för att ha grundat biltillverkaren De Tomaso.

## Biografi
de Tomaso följde sina landsmän Juan Manuel Fangio och José Froilán González i spåren och kom till Europa i mitten av 1950-talet för att tävla i bilsport. Efter att ha tävlat i mindre klasser för Maserati och OSCA debuterade han i formel 1 i januari 1957. de Tomaso körde bara två F1-lopp i karriären och tog inga mästerskapspoäng.
1959 grundades De Tomaso Automobili i Modena för att bygga tävlingsbilar. Företaget drev ett eget formel 1-stall i början av 1960-talet. Senare byggdes sportbilar med mittmotor som De Tomaso Pantera och lyxbilar som De Tomaso Deauville.
Under sextio- och sjuttiotalet byggde de Tomaso upp en företagsgrupp, bestående av karosstillverkarna Ghia (1967–1970) och det av Ghia sedan 1969 ägda Vignale, motorcykeltillverkaren Moto Guzzi (1973), samt med finansiering av statliga Società per le Gestioni e Partecipazioni Industriali biltillverkarna Innocenti och Maserati. Med åren såldes dessa av och när de Tomaso drog sig tillbaka 1993, efter att ha drabbats av en stroke, återstod endast företaget som bar hans eget namn.

## F1-karriär
| Säsong | Stall/Tillverkare   | Poäng | Placering |
| ------ | ------------------- | ----- | --------- |
| 1957   | Scuderia Centro Sud | 0     | –         |
| 1959   | Cooper Car Company  | 0     | –         |